# Rietbeek
Rietbeek är ett vattendrag i Belgien.   Det ligger i provinsen Limburg och regionen Flandern, i den nordöstra delen av landet, 100 km öster om huvudstaden Bryssel.
Omgivningarna runt Rietbeek är en mosaik av jordbruksmark och naturlig växtlighet. Runt Rietbeek är det ganska tätbefolkat, med 214 invånare per kvadratkilometer.